# Alfred Heth
Alfred Heth (* 20. März 1948 in Stintenburger Hütte, Gemeinde Zarrentin am Schaalsee; † 7. Dezember 2013 in Wismar) war ein deutscher Maler, Bildhauer und Grafiker.

## Leben
Alfred Heth wurde 1948 als Kind besserabischer Flüchtlinge in Stintenburger Hütte, Landkreis Hagenow, geboren. Im Alter von drei Jahren verstarb sein Vater. Seine Mutter zog mit den Kindern nach Wismar um, wo er sein Abitur abschloss und gleichzeitig die Facharbeiterprüfung als Betriebsschlosser meisterte. Bereits zu dieser Zeit besuchte er den Malzirkel der Wismarer Musikschule.
1967 begann er sein Studium der Kunsterziehung und Geschichte in der Universität Leipzig. Während dieser Zeit studierte er parallel an der Abendakademie der Hochschule für Grafik und Buchkunst Leipzig.
Nachdem er im Jahr 1971 erfolgreich sein Studium mit Diplom abgeschlossen hatte, ging er als Lehrer nach Güstrow. Von 1974 bis 1976 leistete er seinen Grundwehrdienst. Als er 1975 den Vorschlag der Kandidatur des Verbands Bildender Künstler der DDR entgegennahm, entschied er sich, ab 1976 freischaffend in Wismar zu arbeiten. 1979 wurde er festes Mitglied des Verbands Bildender Künstler der DDR. Im selben Jahr heiratete er Jutta Heth; sie wurden Eltern zweier Kinder.
Alfred Heth starb am 7. Dezember 2013 in Wismar.

## Werk und Rezeption
Alfred Heths Werk macht seit den frühen 1980er Jahren von sich reden durch auffällige Andersartigkeit und inhaltliche Unbestimmbarkeit. Das erweckte in der DDR politischen Argwohn. Er passte sich politisch nicht an und schuf Werke, die zum Bild vom sozialistischen Realismus einfach nicht passen wollten. Sein gesellschaftlicher Rückzug ließ ihm Zeit und Ruhe zu reifen. Nach der Wende und unter veränderten politischen Bedingungen konnte er ein Werk vorstellen, das unverwechselbar, eigenständig und fast frei von Kunstrichtungen, Stilströmungen und Einflüssen erscheint.
Seine Arbeiten sind Gestalt gewordene Auseinandersetzung mit den vielfältigsten Formen des Lebens. Sein wissenschaftlicher-physikalischer Geist beherrscht mit traumwandlerischer Sicherheit die formalen Aspekte des Schaffensprozesses. Seine Bilder sind zwar immer Abdrücke individuellen Daseins, Zeichen menschlicher Existenz in ihrer Dinghaftigkeit, damit aber fast auf einer Ebene auch Zeichen ihrer Hinfälligkeit. Heths Gestaltungsästhetik macht sich alle Formen und Materialien unserer Welt zu eigen, um sie in neuem Kontext zu hinterfragen, ihrer Beschaffenheit auf den Grund zu gehen und fragmentarisch Einsichten eines faszinierenden ICH-Bewusstseins aufzudecken. Sein Lieblingsthema ist immer wieder der Mensch. In vergegenständlichter und abstrakter Form experimentiert er dabei mit den verschiedensten Werkstoffen.
Besondere Beachtung fand Ende der 1990er Jahre sein Wirken als Plastiker. Die Thematik seiner Herkunft, als Flüchtlingskind mit verlorener Heimat, findet sich in den Titeln seiner Zyklen: Stammbaum, Erinnerung an eine Sippe, Clan, Pompeji, Atlantis wieder. Er orientiert sich in seinen Arbeiten entschieden an der Figur.
In systematischen Reihen untersucht er Strukturen von Leiblichkeit und erforscht Grenzsituationen zwischen Leben und Tod. In großformatigen Monotypien formte er Figuren, die an mittelalterliche Gewandplastiken denken lassen und über ihnen schwebten bizarre verwirrende leichte Figuren; "Verwandlungen". Zu diesem Motiv hat er sich wie folgt geäußert: "Meine plastischen Figuren sehe ich als Gegenentwurf zu einem modischen Weltbild. Wenn sie mehr Ähnlichkeit haben mit einem Vogel als mit einem gegenwärtigen Star, also wenn vom Weltzusammenhang etwas mit hinein schwingt, habe ich viel erreicht".
Auch seine Installationen wirken konsequent, fast bedrohlich. 1996 beteiligte er sich an der Ausstellung "Treibsand" im Staatlichen Museum Schwerin. Dort zeigte er neben seinen Monotypien auch die Installation (o.T., Knüppel) mit aufgehängten Relikten, die an Knüppel erinnern. Sie erscheinen knochenartig, berühren den Betrachter mit leichtem Schauer, mahnen an die Endlichkeit des Seins.
Die Kunstwissenschaftlerin Annie Bardon schrieb über Heths Arbeitsweise: "Wenn der Künstler mit Draht arbeitet, beruft er sich keinesfalls auf die alte Bildhauertradition. Das spröde Material gibt ihm eher einen Anlass zur Auseinandersetzung mit der plastischen Struktur und dem Prozess, als zur Darstellung eines Motivs. Für Heth ist das Material Anlass, Strukturen zu untersuchen und zu zeigen."

## Zitate
- "In guter Kunst sind auch Dinge der Zukunft enthalten. Künstler sind nicht nur Sklaven des unmittelbaren Abbildes der gegenwärtigen Zeit."
- "Im Grunde genommen will ich, daß das Material mitgestaltet. Im extremsten Fall kann ich Wasser gefrieren lassen und in das Eis dann mit einem Lötkolben reinzeichnen. Und wenn ich das dann eingipsen und ausschmelzen würde, hätte ich eine wunderbare Form gewonnen. Das ist grundsätzlich etwas anderes, als ein Modell in Stein zu übertragen. Ich verstehe dieses Herangehen auch als meine  Antwort zur starken Materialisierung in der Kunst."

## Ausstellungen

### Auswahl der Einzelausstellungen
- 1983 Galerie an der Deutschen Bücherstube,  Berlin
- 1987 Galerie im Haus des Kulturbundes, Rostock
- 1990 Galerie am Boulevard, Rostock
- 1992 Gemeinnützige Gesellschaft, Wismar
- 1993 Kunsthalle Rostock, Café
- 1994 Übermalte Ritzungen auf Rohfilzpappe Kunsthalle, Kunstverein Kühlungsborn, Rechtsanwaltskanzlei Uwe Jahn, Schwerin
- 1995 Stammbaum, Erinnerung an eine Sippe, Galerie Meyer, Lüneburg
- 1995 Verwandlungen Kunstverein Kapelle Weitendorf e.V.(Mecklenburg)
- 1996 Kunstverein Lippstadt
- 1997 Galeria Ratusza Staromiejskiego, Gdańsk
- 1998 Der Abstand zwischen uns und den anderen Kunsthalle, Kunstverein Kühlungsborn Kirche St. Georgen, Wismar
- 1999 Haus Harig, Hannover
- 2002 Objekte und Malerei Kunstverein Unna e.V.
- 2002 Gesichter Kunstverein Rügen e.V., Galerie des Landkreises im Kronprinzenpalais, Putbus
- 2003 Himmel Galerie Nass, Kirchdorf  Poel
- 2004 Galerie Hinter dem Rathaus, Wismar
- 2005 Galerie Hinter dem Rathaus, Wismar
- 2010 Steuerbüro Menninghaus, Lippstadt
- 2018 Und meine Kunst wird leben, Retrospektive, Galerie Kristine Hamann, Wismar
- 2019 Metamorphosen eines Schaffenden, Retrospektive, Landeshauptstadt Schwerin Kulturforum Schleswig-Holstein-Haus

### Auswahl bei Ausstellungsbeteiligungen
- 1978 „Junge Künstler in der DDR“. Galerie Junge Kunst Frankfurt/Oder,
- 1979 und 1984 Bezirkskunstausstellung Rostock
- 1981 Galeria Sztuki, Polen
- 1987 "Handzeichnungen", Staatliches Museum Schwerin
- 1988 "Junge Kunst" Kunsthalle Rostock
- 1991 "Raumzwang", Marstall Schwerin
- 1991 "Sieben Künstler aus Mecklenburg-Vorpommern", Deutsche Bank, Rostock
- 1991 "Seevetaler Künstler mit Gästen aus Mecklenburg", Forum des Fachgymnasiums Hittfeld bei Hamburg
- 1992 "Forum Vebicus", Schaffhausen, Schweiz
- 1992 "Linolschnitt heute", Städtische Galerie Bietigheim-Bissingen
- 1993 "Neun Künstler", Bildungsinstitut Steeger & Groß, Rostock-Warnemünde
- 1993 "Sechs Künstler aus Mecklenburg-Vorpommern", HEVAG, Rostock
- 1993 "Metamorphose ", Filmfestival, Schloss Schwerin
- 1994 "Grafica Campioli Monterotondo", Rom
- 1994 "Kunst aus Mecklenburg-Vorpommern", Norddeutscher Rundfunk, Hamburg
- 1994 "Schwarz - Weiß", Mecklenburgisches Künstlerhaus Schloss Plüschow
- 1995 "Menschenbilder" Kunstverein Wiligrad
- 1995 "Linolschnitt heute", Städtische Galerie Bietigheim-Bissingen
- 1996 "Treibsand", Staatliches Museum Schwerin
- 1996 "Jahresgabenausstellung", Kunstverein Arnsberg
- 1997 "Treibsand", Hochschule für Bildende Künste, Dresden
- 1998 "Grafik der Gegenwart", Rheinisches Landesmuseum, Bonn
- 1998 "Landesschau des Künstlerbundes Mecklenburg und Vorpommern", Kunsthalle Rostock
- 1998 "Arbeiten auf Papier und Keramik, Stein und Stahl",Der erste Rügensche Kunstverein
- 1999 "Kontrapunkte", Mecklenburgisches Künstlerhaus Schloss Plüschow / Stadt -Schloss Szczecin, Polen
- 2000 "Kunststreifzüge", Norddeutscher Rundfunk, Hamburg / Staatliches Museum Schwerin / Schloss Güstrow / Kunsthof Halberstadt
- 2001 "Kunst der Gegenwart aus Mecklenburg-Vorpommern", ZDF, Mainz
- 2002 "Verborgene Gärten" Hof der Heiligen-Geist-Kirche, internationales Kunstprojekt zur Landesgartenschau Wismar
- 2002 "Kunst der Gegenwart aus Mecklenburg-Vorpommern", Landesvertretung Mecklenburg-Vorpommern beim Bund Berlin
- 2003 "Kunst für private Gärten", Skulpturengarten Sürth, Köln
- 2005 Stilwerk, Hamburg
- 2006 "12 Jahre Sommerakademie Wismar", Gastprofessoren stellen aus, Baumhaus am alten Hafen, Wismar
- 2009 "Investition Kunst", Die Sammlung des Landes Mecklenburg-Vorpommern 1994–2008, Mecklenburgisches Künstlerhaus Schloß Plüschow

## Kunst im öffentlichen Raum
- Stadtgeschichtliches Museum Wismar
- Staatliches Museum Schwerin (Sammlung des Landes Mecklenburg-Vorpommern 1994* 2008)
- Museum Utopie und Alltag, Beeskow
- Rathaus der Hansestadt Wismar
- Gewerbeschule Wismar
- Luxusliner MS "Europa"
- Kultusministerium Mecklenburg-Vorpommern Schwerin
- Universitätsklinik Rostock, Gehlsdorf
- Deutsche Bank Rostock
- Sparkasse Wismar
- Gebäude der Ostseezeitung Wismar
- Bibliothek Wismar
- Fachhochschule Wismar
- Hans-Schumacher-Haus Wismar
- Forensische Psychiatrie, Rostock
- Hotel am Rothenbaum, Hamburg
- Theater Wismar

## Stipendien und Preise
- 1992 Stipendium des Deutschen Kulturfonds
- 1997 Stipendium des Ministeriums für Bildung, Wissenschaft und Kultur Mecklenburg-Vorpommern
- 1999 Carl-Malchin Preis der VR-Bank eG[5]